# Eins, Zwei, Polizei
Eins, Zwei, Polizei is een Duitstalig nummer van de Italiaanse danceact Mo-Do. Het is de eerste single van hun enige studioalbum Was ist das? uit februari 1995. Het nummer werd in augustus 1994 op single uitgebracht.

## Achtergrond
Mo-Do heeft zich voor het nummer laten inspireren door Der Kommissar van Falco, en door Da Da Da van Trio. "Eins, Zwei, Polizei" werd in het najaar van 1994 een enorme hit in West- en Noord-Europa. De single  bereikte de nummer 1-positie in thuisland Italië, Duitsland en Oostenrijk. In Denemarken de 2e, Spanje en Finland de 3e positie, Zwitserland de 5e, Frankrijk en Zweden de 9e. In het Verenigd Koninkrijk werd een bescheiden 81e positie in de UK Singles Chart behaald.
In Nederland was de single in week 36 van 1994 Alarmschijf op Radio 538 en werd een enorme hit. De single bereikte de 2e positie in de Nederlandse Top 40 en de 3e positie in de destijds nieuwe publieke hitlijst op Radio 3FM; de Mega Top 50.
In België bereikte de single de  2e positie in zowel de voorloper van de Vlaamse Ultratop 50 als de Vlaamse Radio 2 Top 30.
Na deze single heeft Mo-Do geen hits meer weten te scoren buiten thuisland Italië en het Duitse taalgebied.